# Allée Christian-Pineau
L'allée Christian-Pineau est une voie publique, aménagée en rambla, du 7e arrondissement de Paris, en France.

## Situation et accès
L'allée Christian-Pineau est une voie publique située dans le 7e arrondissement de Paris. Elle débute rue du Bac et se termine rue de Luynes.
Elle se prolonge par l'allée Charlotte-Perriand.

## Origine du nom

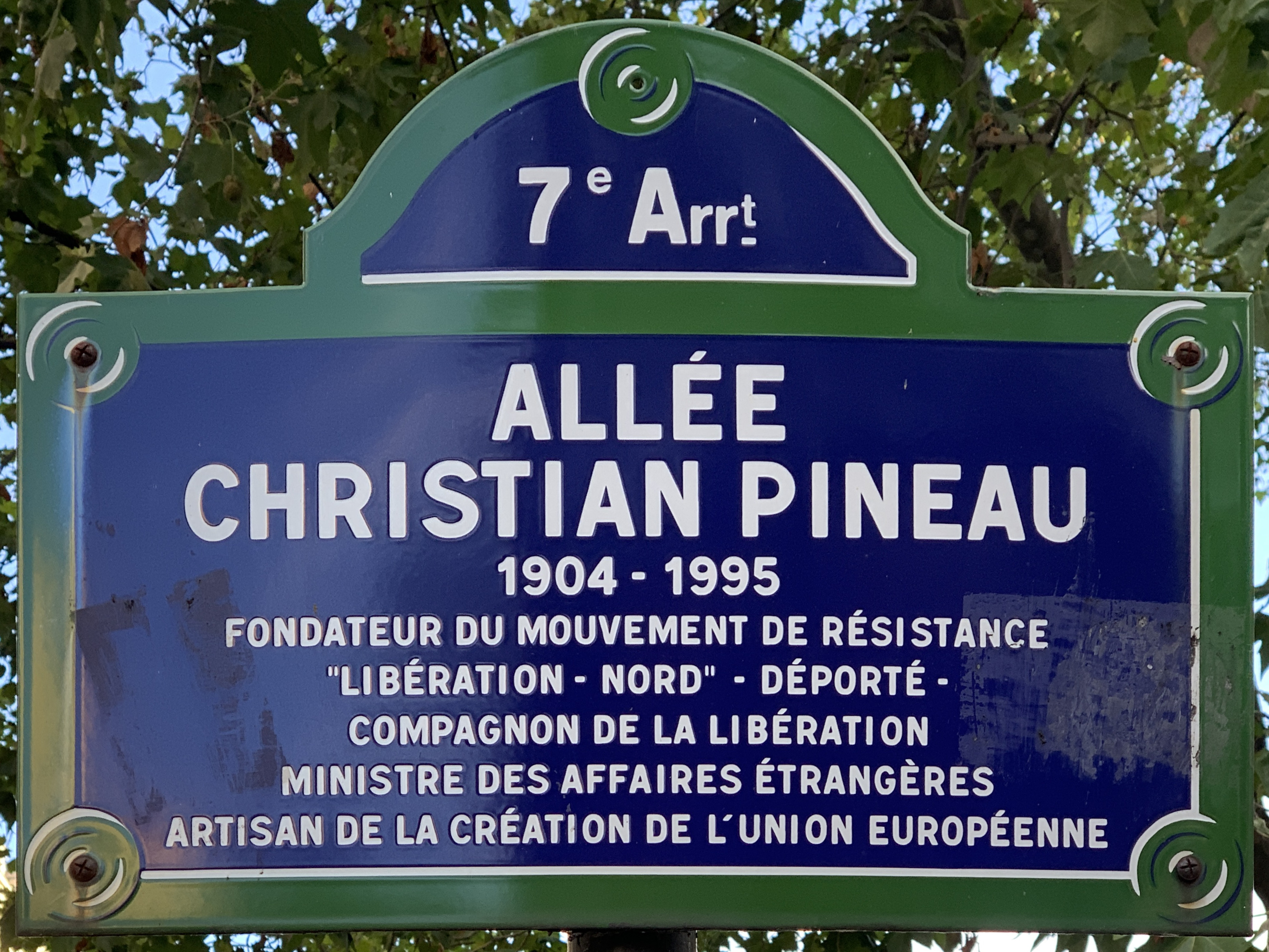
Plaque de l'allée.

Elle porte le nom du syndicaliste, résistant et homme politique Christian Pineau (1904-1995) qui fut plusieurs fois ministre, président du Conseil et diplomate.

## Historique
Cette allée prend sa dénomination par un arrêté municipal du 12 décembre 2000.